# Pepe Reina
José Manuel Reina Páez dit Pepe Reina, né le 31 août 1982 à Madrid en Espagne, est un ancien footballeur international espagnol qui évoluait au poste de gardien de but. 
Il est le seul sportif à avoir disputé les phases finales de la Ligue des champions, la Ligue Europa, la Coupe Intertoto et la Ligue Europa Conférence.

## Biographie

### Carrière en club

#### Formation au FC Barcelone
Fils de Miguel Reina, également gardien de but international espagnol, Pepe Reina est formé à la célèbre Masia, centre de formation du FC Barcelone. À partir de 1999, il est le gardien titulaire de l'équipe réserve barcelonaise évoluant en troisième division. En 2000, âgé de 18 ans, il a été appelé équipe fanion à la suite des blessures de Richard Dutruel et Francesc Arnau, devant lui dans la hiérarchie de l'entraineur Lorenzo Serra Ferrer. En 2002, il est prêté deux saisons consécutives au Villarreal CF, devenant titulaire indiscutable, avant d'y être transféré définitivement en 2004.

#### Reconnaissance avec Villarreal
Durant sa deuxième année à Villarreal, Reina et ses coéquipiers remportent le premier trophée officiel du club avec la Coupe Intertoto, ce qui leur permet de participer à la Coupe de l'UEFA, où ils atteignent les demi-finales. Pepe Reina prend rapidement possession des cages et devient l'un des piliers de l'équipe, de sorte qu'à la fin de la saison 2003-2004 Villarreal CF décide d'acquérir 100 % des droits du joueur, en échange de six millions d'euros et Juliano Belletti.
La saison 2004-05, tout en ajoutant une nouvelle Coupe Intertoto, son équipe s'est qualifiée pour la Ligue des champions, une première pour le club, après avoir terminé troisième dans la Liga 2004-2005. Durant cet exercice, Reina se fera une réputation d'expert de penalty, en effet il arrête sept des neuf coups de pied de réparation concédés par son équipe.

#### Les sommets avec Liverpool

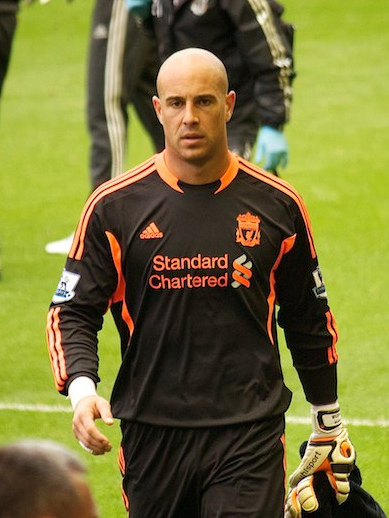
Pepe Reina avec Liverpool (2011)

Son arrivée à Liverpool est officialisée le 4 juillet 2005, contre un chèque de 6m£. Rafael Benitez le nomme d'emblée gardien titulaire, le décrivant comme le meilleur gardien d'Espagne[réf. nécessaire].
Il fait ses débuts officiels dans les cages des Reds lors d'une victoire 3-0 face aux Gallois du TNS le 13 juillet en match aller du premier tour de qualification de la Ligue des champions. Le 17 août, il fête sa première sélection avec l'Espagne en amical face à l'Uruguay (victoire 2-0). Le 26 août, il remporte son premier titre chez les Reds, la Supercoupe d'Europe, grâce à une victoire 3-1 face au CSKA Moscou. En championnat, il dispute 33 des 38 journées de championnat et conserve sa cage inviolée à 20 reprises, total qui lui permet de remporter son premier Golden Glove. Liverpool termine cette saison-là à la troisième place du classement. Le 13 mai 2006, il est titulaire en finale de FA Cup, que Liverpool remporte face à West Ham. Malgré des erreurs sur deux buts des Hammers, il réalise une très bonne séance de tirs au but, arrêtant trois des quatre tentatives adverses. Pour sa première saison en Angleterre, Reina dispute 53 matchs toutes compétitions confondues et réalise 30 clean sheets.
Sa deuxième saison débute par une victoire dans le Community Shield face à Chelsea le 13 août 2006. En Premier League, Liverpool a plus de mal que la saison précédente, avec cinq défaites sur les 12e journées et une 9e place au classement. L'Espagnol est nommé Homme du match face à Chelsea malgré la défaite 1-0 en 1/2 finale aller, avec plusieurs arrêts de haut niveau. Lors du match retour, il réitère cette performance durant de la séance de tirs au but, avec deux arrêts sur les trois tentatives des Blues. Rafael Benítez déclare d'ailleurs qu'il n'est pas seulement le meilleur gardien d'Espagne, mais bien un des meilleurs gardiens du Monde[réf. nécessaire]En finale, Liverpool retrouve l'AC Milan, deux ans après le miracle d'Istanbul. Mais les Reds s'inclinent 2-1 face aux Italiens. Pepe Reina termine la saison avec 26 clean sheets en 51 matchs toutes compétitions confondues et remporte un deuxième Golden Glove en Premier League. Le 7 juin 2007, il prolonge son contrat avec Liverpool jusqu'en 2012.
Durant la saison 2007-2008, face à Sunderland (victoire 3-0), il devient le gardien le plus rapide de l'histoire à atteindre la barre des 50 clean sheets avec Liverpool en championnat. Il termine cette saison-là avec 24 clean sheets en 52 matchs toutes compétitions confondues et remporte son troisième Golden Glove. La saison suivante, Liverpool atteint la deuxième place de Premier League, échouant à quatre points derrière le rival Manchester United. Malgré 20 clean sheets en 38 matchs, Pepe Reina ne remporte pas son quatrième Golden Glove, qui revient à Edwin van der Sar (21 clean sheets). Durant la saison, Reina atteint son 100e match sans prendre de but avec Liverpool face à Aston Villa le 22 mars 2009, match au cours duquel il offre une passe décisive à Albert Riera.
Durant la saison 2009-2010, Reina joue de nouveau l'intégralité de la Premier League et réalise 17 clean sheets. Mais le Golden Glove est attribué à Petr Čech, qui en réalise autant mais avec quatre matchs de moins. Le 17 octobre 2009, Liverpool s'incline 1-0 face à Sunderland sur un but de Darren Bent, dont la frappe trompe Pepe Reina à l'aide d'un ballon de plage lancé depuis le public. Le 8 avril 2010, Pepe Reina prolonge avec Liverpool jusqu'en 2016. Le 11 mai 2010, les fans de Liverpool élisent le gardien espagnol comme le Meilleur joueur du club sur la saison écoulée, avec 75 % des votes.
Le 15 août 2010, pour la première journée de Premier League, Pepe Reina inscrit un but contre son camp qui empêche les Reds de s'imposer face à Arsenal. Le 16 septembre, il est capitaine pour la première fois de Liverpool, pour la première journée de Ligue Europa face au Steaua Bucarest (victoire 4-1). Le 6 décembre, il est de nouveau capitaine et Liverpool s'impose 3-0 face à Aston Villa. Ce clean sheet lui permet de devenir le gardien le plus rapide de l'histoire de Liverpool à atteindre les 100 clean sheets en championnat, après 198 matchs. Le 9 mai 2011, sur la pelouse de Fulham, Reina dispute son 150e match consécutif en championnat avec les Reds. Le 9 juin 2011, il est opéré d'une double hernie discale.
Le 29 novembre 2011, il devient le gardien de Liverpool ayant réussi le plus de clean sheets dans l'histoire du club, record détenu initialement par Ray Clemence et Bruce Grobbelaar. Le 26 février 2012, il remporte son troisième titre avec les Reds, une victoire en finale de League Cup face à Cardiff City acquise aux tirs au but. Le 1er avril, il reçoit un carton rouge face à Newcastle, qui met fin à sa série de 183 matchs consécutifs disputés dans les cages de Liverpool en championnat. Le 5 mai, il est titulaire en finale de FA Cup face à Chelsea, mais les Reds s'inclinent 2-1. Pepe Reina finit la saison avec 46 matchs disputés pour 14 clean sheets, son plus faible total depuis son arrivée au club.
En fin de saison 2012-2013, des rumeurs annoncent un départ de Victor Valdès du FC Barcelone, qui songe alors à rapatrier Pepe Reina. Selon son père, le club catalan avait un accord avec son fils pour un transfert durant le mercato. Mais Valdès choisit de rester une saison de plus, et le deal tomba à l'eau. Pour pallier son départ, finalement avorté, Liverpool recrute le Belge Simon Mignolet de Sunderland.

#### Découverte de la Serie A avec le SSC Naples
Le 29 juillet 2013, Liverpool annonce le prêt de Pepe Reina pour le SSC Naples, retrouvant à cette occasion son ancien entraîneur Rafael Benítez. Le 28 septembre, il déclare dans un entretien au Daily Mail que sa carrière à Liverpool était terminée, après 394 apparitions et 177 clean sheets en 8 saisons chez les Reds. Le 3 mai 2014, il remporte la coupe d'Italie avec le Napoli, après une victoire 3-1 face à la Fiorentina. Il dispute durant son prêt 43 matchs avec Naples, pour 13 clean sheets.

#### Arrivée en Allemagne au Bayern de Guardiola
Le 5 août 2014, le Bayern officialise l'arrivée du gardien espagnol jusqu'en 2017, pour un transfert estimé à 3 millions d'euros. Reina arrive en tant que doublure de Manuel Neuer. Le 14 mars 2015, il fait ses débuts sous le maillot bavarois sur la pelouse du Werder Brême (victoire 4-0), devenant ainsi le premier joueur espagnol à avoir évolué dans les championnats d'Espagne, d'Angleterre, d'Italie et d'Allemagne. Le 9 mai 2014, il est titulaire face à Augsburg mais prend un carton rouge après 13 minutes de jeu.

#### Retour en Italie
Le 23 juin 2015, après seulement une saison passée en Allemagne, il effectue son retour à Naples et signe jusqu'en 2018, le montant est estimé à 2m€. Durant son deuxième passage au Napoli, il dispute 139 rencontres pour 54 clean sheets.
Le 2 juillet 2018, il s'engage libre avec l'AC Milan, devenant la doublure de Gianluigi Donnarumma.
Le 13 janvier 2020, il est prêté à Aston Villa jusqu'à la fin de la saison, pour pallier la longue blessure de Tom Heaton. Il est sur le banc en finale de League Cup face à Manchester City, les Villans s'inclinent 2-1. Reina participe à douze matchs avec Villa.
Le 27 août 2020, Reina s'engage avec la Lazio Rome.

#### Retour en Espagne
Le 8 juillet 2022, Reina retrouve son ancien club Villarreal pour une saison.
Il commence la saison sur le banc, puis retrouve une place de titulaire à la mi-saison après le départ pour l'Ajax d'Amsterdam de Geronimo Rulli, le gardien titulaire.
Le 22 juin 2023, il prolonge avec Villareal pour une saison supplémentaire, soit jusqu'en 2024.

#### Retour en Italie avec le Côme 1907
Le 18 juillet 2024, Pepe Reina signe à Côme 1907 pour un contrat d’un an, librement.

#### Retraite
Le 20 mai 2025, Pepe Reina annonce sa retraite sportive à l’âge de 42 ans, après 26 ans de carrière professionnelle.

### Sélection nationale

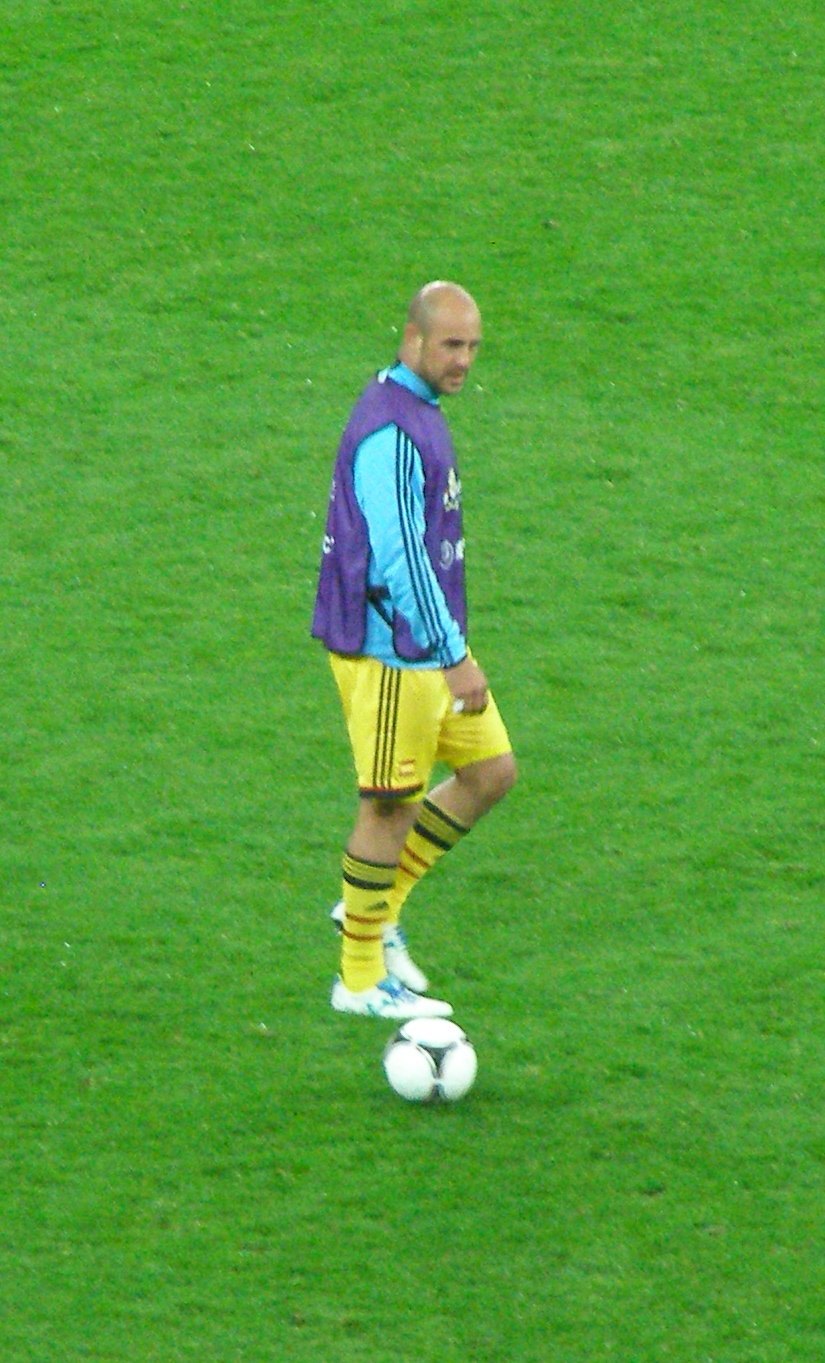
Reina lors de l'Euro 2012.

Pepe Reina joue en sélection espagnole depuis l'âge de 15 ans. Il remporte l'Euro U16 1999.
Il arrive en équipe d'Espagne A en 2005, en tant que troisième gardien derrière Iker Casillas et Víctor Valdés et est depuis la baisse de régime de ce dernier, le remplaçant d'Iker Casillas. Dans ce rôle, il fait partie de la Seleccion qui remporte successivement l'Euro 2008, la Coupe du monde 2010, puis de nouveau l'Euro en 2012.

## Vie privée
Il s'est marié avec Yolanda Ruiz à Córdoba le 19 mai 2006. Ils ont cinq enfants : Grecia, Alma, Luca, Thiago et Sira.
Il est le fils de Miguel Reina, lui-même gardien de but international et finaliste de la Coupe d'Europe des champions 1974 avec l'Atlético Madrid.
Depuis 2019, Il suscite plusieurs fois la controverse en apportant publiquement son soutien au parti d'extrême droite espagnol Vox, en particulier pendant la pandémie de Covid-19 via des manifestations anti-confinement,. En 2021, il déclare notamment que Podemos, parti de gauche progressiste et membre de la coalition au pouvoir, est « la pire chose qui soit arrivée à l'Espagne en 40 ans ».

## Statistiques
| Saison                | Club                  | Championnat           | Championnat | Championnat | Coupe nationale | Coupe nationale | Coupe de la Ligue | Coupe de la Ligue | Supercoupe | Supercoupe | Compétition(s) continentale(s) | Compétition(s) continentale(s) | Compétition(s) continentale(s) | Total | Total |
| Saison                | Club                  | Division              | M.          | B.          | M.              | B.              | M.                | B.                | M.         | B.         | Comp.                          | M.                             | B.                             | M.    | B.    |
| 2000-2001             | FC Barcelone          | Liga                  | 19          | 0           | 7               | 0               | -                 | -                 | -          | -          | C1                             | 7                              | 0                              | 33    | 0     |
| 2001-2002             | FC Barcelone          | Liga                  | 11          | 0           | 1               | 0               | -                 | -                 | -          | -          | C1                             | 4                              | 0                              | 16    | 0     |
| Sous-total            | Sous-total            | Sous-total            | 30          | 0           | 8               | 0               | -                 | -                 | -          | -          | -                              | 11                             | 0                              | 49    | 0     |
| 2002-2003             | Villarreal CF         | Liga                  | 33          | 0           | 0               | 0               | -                 | -                 | -          | -          | C4                             | 4                              | 0                              | 37    | 0     |
| 2003-2004             | Villarreal CF         | Liga                  | 38          | 0           | 0               | 0               | -                 | -                 | -          | -          | C3+C4                          | 12+3                           | 0                              | 53    | 0     |
| 2004-2005             | Villarreal CF         | Liga                  | 38          | 0           | 0               | 0               | -                 | -                 | -          | -          | C3+C4                          | 11+8                           | 0                              | 57    | 0     |
| Sous-total            | Sous-total            | Sous-total            | 109         | 0           | 0               | 0               | -                 | -                 | -          | -          | -                              | 38                             | 0                              | 147   | 0     |
| 2005-2006             | Liverpool FC          | Premier League        | 32          | 0           | 5               | 0               | 2                 | 0                 | -          | -          | C1                             | 12                             | 0                              | 51    | 0     |
| 2006-2007             | Liverpool FC          | Premier League        | 35          | 0           | 0               | 0               | 1                 | 0                 | -          | -          | C1                             | 14                             | 0                              | 50    | 0     |
| 2007-2008             | Liverpool FC          | Premier League        | 38          | 0           | 0               | 0               | 0                 | 0                 | -          | -          | C1                             | 14                             | 0                              | 52    | 0     |
| 2008-2009             | Liverpool FC          | Premier League        | 38          | 0           | 2               | 0               | 0                 | 0                 | -          | -          | C1                             | 11                             | 0                              | 51    | 0     |
| 2009-2010             | Liverpool FC          | Premier League        | 38          | 0           | 1               | 0               | 0                 | 0                 | -          | -          | C1+C3                          | 5+8                            | 0                              | 52    | 0     |
| 2010-2011             | Liverpool FC          | Premier League        | 38          | 0           | 1               | 0               | 0                 | 0                 | -          | -          | C3                             | 11                             | 0                              | 50    | 0     |
| 2011-2012             | Liverpool FC          | Premier League        | 34          | 0           | 5               | 0               | 7                 | 0                 | -          | -          | -                              | -                              | -                              | 46    | 0     |
| 2012-2013             | Liverpool FC          | Premier League        | 31          | 0           | 0               | 0               | 0                 | 0                 | -          | -          | C3                             | 8                              | 0                              | 39    | 0     |
| Sous-total            | Sous-total            | Sous-total            | 284         | 0           | 14              | 0               | 10                | 0                 | -          | -          | -                              | 86                             | 0                              | 394   | 0     |
| 2013-2014             | SSC Naples (prêt)     | Serie A               | 30          | 0           | 4               | 0               | -                 | -                 | -          | -          | C1+C3                          | 5+4                            | 0                              | 43    | 0     |
| Sous-total            | Sous-total            | Sous-total            | 30          | 0           | 4               | 0               | -                 | -                 | -          | -          | -                              | 9                              | 0                              | 43    | 0     |
| 2014-2015             | Bayern Munich         | Bundesliga            | 3           | 0           | 0               | 0               | -                 | -                 | -          | -          | -                              | -                              | -                              | 3     | 0     |
| Sous-total            | Sous-total            | Sous-total            | 3           | 0           | 0               | 0               | -                 | -                 | -          | -          | -                              | -                              | -                              | 3     | 0     |
| 2015-2016             | SSC Naples            | Serie A               | 37          | 0           | 2               | 0               | -                 | -                 | -          | -          | C3                             | 5                              | 0                              | 44    | 0     |
| 2016-2017             | SSC Naples            | Serie A               | 37          | 0           | 3               | 0               | -                 | -                 | -          | -          | C1                             | 8                              | 0                              | 48    | 0     |
| 2017-2018             | SSC Naples            | Serie A               | 37          | 0           | 0               | 0               | -                 | -                 | -          | -          | C1+C3                          | 8+2                            | 0+0                            | 47    | 0     |
| Sous-total            | Sous-total            | Sous-total            | 111         | 0           | 5               | 0               | -                 | -                 | -          | -          | -                              | 23                             | 0                              | 139   | 0     |
| 2018-2019             | AC Milan              | Serie A               | 4           | 0           | 2               | 0               | -                 | -                 | -          | -          | C3                             | 6                              | 0                              | 12    | 0     |
| 2019-2020             | AC Milan              | Serie A               | 1           | 0           | 0               | 0               | -                 | -                 | -          | -          | -                              | -                              | -                              | 1     | 0     |
| Sous-total            | Sous-total            | Sous-total            | 5           | 0           | 2               | 0               | -                 | -                 | -          | -          | -                              | 6                              | 0                              | 13    | 0     |
| 2019-2020             | Aston Villa (prêt)    | Premier League        | 12          | 0           | 0               | 0               | 0                 | 0                 | -          | -          | -                              | -                              | -                              | 12    | 0     |
| Sous-total            | Sous-total            | Sous-total            | 12          | 0           | 0               | 0               | 0                 | 0                 | -          | -          | -                              | -                              | -                              | 12    | 0     |
| 2020-2021             | Lazio Rome            | Serie A               | 29          | 0           | 1               | 0               | -                 | -                 | -          | -          | C1                             | 7                              | 0                              | 37    | 0     |
| 2021-2022             | Lazio Rome            | Serie A               | 15          | 0           | 2               | 0               | -                 | -                 | -          | -          | C3                             | -                              | -                              | 17    | 0     |
| Sous-total            | Sous-total            | Sous-total            | 44          | 0           | 3               | 0               | -                 | -                 | -          | -          | -                              | 7                              | 0                              | 54    | 0     |
| 2022-2023             | Villarreal CF         | Liga                  | 22          | 0           | 3               | 0               | -                 | -                 | -          | -          | C4                             | 7                              | 0                              | 32    | 0     |
| 2023-2024             | Villarreal CF         | Liga                  | 2           | 0           | 3               | 0               | -                 | -                 | -          | -          | C3                             | 7                              | 0                              | 12    | 0     |
| Sous-total            | Sous-total            | Sous-total            | 23          | 0           | 6               | 0               | 0                 | 0                 | 0          | 0          | -                              | 14                             | 0                              | 43    | 0     |
| 2024-2025             | Lazio Rome            | Serie A               | 12          | 0           | 1               | 0               | -                 | -                 | -          | -          | C3                             | -                              | -                              | 13    | 0     |
| Total sur la carrière | Total sur la carrière | Total sur la carrière | 663         | 0           | 43              | 0               | 10                | 0                 | 0          | 0          | -                              | 194                            | 0                              | 910   | 0     |

## Palmarès

### En club
- Villarreal CF
  - Vainqueur de la Coupe Intertoto en 2003 et 2004.

- Liverpool FC
  - Vainqueur de la Coupe d'Angleterre en 2006
  - Vainqueur de la Coupe de la Ligue anglaise en 2012
  - Vainqueur de la Supercoupe de l'UEFA en 2005
  - Vainqueur du Community Shield en 2006
  - Finaliste de la Ligue des champions en 2007
  - Finaliste de la Coupe du monde des clubs en 2005
  - Finaliste de la Coupe d'Angleterre en 2012.

- SSC Naples
  - Vainqueur de la Coupe d'Italie en 2014.

- Bayern Munich
  - Champion d'Allemagne en 2015

### En équipe d'Espagne
- 37 sélections entre 2005 et 2017
- Vainqueur de la Coupe du monde en 2010
- Champion d'Europe des Nations en 2008 et en 2012
- Champion d'Europe des moins de 17 ans en 1999 avec les moins de 17 ans
- Finaliste de la Coupe des Confédérations en 2013

### Distinctions individuelles
- Élu meilleur gardien de Premier League en 2006, en 2007 et en 2008